# Phenax globuliferus
Phenax globuliferus är en nässelväxtart som beskrevs av Henry Hurd Rusby. Phenax globuliferus ingår i släktet Phenax och familjen nässelväxter. Inga underarter finns listade i Catalogue of Life.